# Peter Lasko
Peter Erik Lasko (geboren 5. März 1924 in Berlin; gestorben 18. Mai 2003 in Frankreich) war ein britischer Kunsthistoriker.

## Leben
Peter Lasko wurde in Berlin geboren und wuchs dort auf, wo sein Vater Leo Lasko als Regisseur und Drehbuchautor in der Filmindustrie tätig war. Die Familie musste 1936 nach England emigrieren. Er besuchte die Saint Martin's School of Art, wechselte aber bald zur Kunstgeschichte und studierte zunächst am Birbeck College bei Nikolaus Pevsner, dann von 1946 bis 1949 am Courtauld Institute of Art. Lasko nahm 1948 die britische Staatsbürgerschaft an. Im Jahr 1950 wurde er stellvertretender Kurator (englisch keeper) in der Abteilung für britische und mittelalterliche Altertümer am British Museum in London, wo er 15 Jahre lang blieb.
1965 wurde er der erste Professor für Kunstgeschichte an der neuen University of East Anglia in Norwich und gründete dort die School of Fine Art and Music. Er stellte einen Lehrkörper zusammen, von dem gesagt wurde, dass er nur vom Courtauld Institute of Art übertroffen wurde. Er versammelte Akademiker wie Andrew Martindale (1932–1995), den er vom Courtauld Institute abgeworben hatte und der sein Nachfolger als Professor für Bildende Kunst wurde, als Lasko nach acht Jahren die University of East Anglia verließ. Lasko, der als „brillanter Verwalter“ beschrieben wurde, sicherte sich während seiner Zeit an der University of East Anglia die Schenkung des Sainsbury Centre for Visual Arts, als er Robert (1906–2000) und Lisa Sainsbury (1912–2014) davon überzeugte, dass es der perfekte Ort sei, um ihre Sammlung von Kunstwerken und ethnographischen Objekten des 20. Jahrhunderts  auszustellen. Das Gebäude, das sowohl die Galerie als auch die Schule beherbergt, wurde von Norman Foster entworfen und 1974 eröffnet.
Aufgrund seiner administrativen Fähigkeiten und seiner Erfolgsbilanz wurde ihm 1974 als Nachfolger von Anthony Blunt die Leitung des Courtauld Institute übertragen. Die Hauptaufgabe, die Blunt hinterließ, war die Suche nach einem neuen ständigen Sitz für das Institut, was Lasko nach einigen Irrungen und Wirrungen gelang, indem er Verhandlungen mit dem Staatssekretär und dem Finanzministerium über den Umzug des Courtauld Institute in das Somerset House in den Nordflügel zur Strand hin aufnahm. Der Umzug, der 1989 abgeschlossen wurde, wurde nicht von Lasko beaufsichtigt, da er, nachdem er den Großteil der Finanzierung gesichert hatte, 1985 aus gesundheitlichen Gründen in den Ruhestand ging. Während seiner Zeit am Courtauld schenkte er der Conway Library Fotografien, deren Archiv mit hauptsächlich Architekturfotografien derzeit im Rahmen des umfassenderen Projekts Courtald Connects digitalisiert wird.
Nach seiner Pensionierung am Courtauld Institute widmete er einen Großteil seiner Zeit dem „Corpus Of Romanesque Sculpture In Great Britain And Northern Ireland“, einem Projekt, das er von George Zarnecki übernommen hatte, und einem Buch über die Kunst des deutschen Expressionismus, das nach seinem Tod veröffentlicht wurde.
Er wurde 1978 Fellow der British Academy und 1981 mit dem Orden Companion of the Order of the British Empire (CBE) ausgezeichnet.
Peter Lasko starb am 18. Mai 2003, er hinterließ seine Frau Lyn, die er 1948 geheiratet hatte, und drei Töchter.

### Tätigkeiten in öffentlichen Einrichtungen
- British Museum – Mitglied des Kuratoriums, 1980–1995
- Royal Armouries – Treuhänder, 1983–1991
- Royal Commission on the Historical Monuments of England – Mitglied, 1984–1990
- Cathedrals Fabric Commission – Mitglied, 1984–1996
- American University of London – Akademischer Leiter des Richmond College, 1988–2001[13]

## Publikationen (Auswahl)
- The Kingdom of the Franks: North-west Europe Before Charlemagne. Thames and Hudson, London 1971, ISBN 0-500-56003-X.
- Ars Sacra: 800–1200. Penguin, London 1972; 2. Auflage Yale University Press, New Haven / London 1994, ISBN 0-300-06048-3.
- mit N. J. Morgan (Hrsg.): Medieval Art in East Anglia, 1300–1520. Thames and Hudson, London 1973, ISBN 0-500-23203-2.
- Two Ivory Kings in the British Museum and the Norman Conquest.  University of Newcastle upon Tyne, Newcastle upon Tyne 1983, ISBN 0-7017-0032-7.
- Studies on metalwork, ivories and stone. Pindar Press, London 1994, ISBN 0-907132-82-0.
- The Expressionist Roots of Modernism. Manchester University Press, Manchester 2003, ISBN 0-7190-6410-4.